# Lágrima Ríos
Lida Melba Benavídez Tabárez (Durazno, 26 de setembre de 1924 - Montevideo, 25 de desembre de 2006), més coneguda com a Lágrima Ríos, fou una cantant afrodescendent uruguaiana, destacada en els cants del candombe.

## Biografia

### Inicis
Va néixer en una llar humil de la ciutat de Durazno, i al cap de poc la seva família es va traslladar a viure al Barrio Sur de Montevideo. El seu pare era un jornaler del port, i la seva mare emprada domèstica. Com a molts joves, Lágrima cantava a casa seva fins que algú que la va escoltar es va interessar per ella i amb permís dels seus pares va començar el 1945 a cantar en companyia d'un guitarrista.

### Trajectòria professional
Va formar part de Brindis de Sala, grup coral integrat pels germans Ramos, Luis Alberto Gómez i Juan Sequeira, qui era un conegut integrant de conjunts de carnaval. Aquest grup interpretava cançons a cappella. El 1956 va guanyar un concurs de cant en una emissora de la ciutat de Montevideo, fet que la va transformar en vocalista de l'orquestra d'Orosmán "Gat" Fernández. No obstant això, va perdre el seu treball pel color de la pell, inconvenient que es repetiria diverses vegades al llarg de la seva vida.
Ha cantat amb Danny Glover, actor nord-americà que va estar fa pocs anys a Món Afro de l'Uruguai. També amb Mary Wilson, cantant nord-americana. Va actuar a Madrid, Londres i va ser la primera cantant uruguaiana i afrodescendent que va actuar a París, a La Sorbona. Va fer presentacions amb Celia Cruz, Aníbal Troilo, Roberto Goyeneche, Héctor Mauré i Alberto Castillo.
El 1972 va editar un LP, La Perla Negra del Tango, el qual va dedicar en part al seu mestre Alberto Lastra. El 1982 va viatjar a Europa i va viure a Espanya durant tres anys. El 1993 va ser ambaixadora del tango a la primera cimera mundial realitzada a Granada. El 1995 se li va atorgar la presidència de Món Afro. El 1996 va cantar per a la tercera cimera mundial del tango realitzada a Montevideo i en diverses ciutats de l'interior de l'Uruguai. Va editar el seu primer disc compact el 1997, nomenat Cantando Sueños, i el 1999 va filmar el vídeoclip del tema Danza Sur.

### Últims anys i mort
Va actuar a la pel·lícula documental Café de los maestros (2008) dirigida per Miguel Kohan i a l'àlbum Café de los Maestros Vol. 1 i 2 (2005) de Gustavo Santaolalla, en el qual va registrar Vieja viola acompanyada per Aníbal Arias i Un cielo para los dos acompanyada per Gustavo Santaolalla.
L'any 2005 va fer una presentació en viu de la cançó Un cielo para los dos al costat de Gustavo Santaolalla en el concert ofert per l'artista Luciano Supervielle al Teatre Solís de Montevideo. Prèviament es va editar un DVD amb el concert anomenat "Supervielle al Solís" en el qual està inclosa aquesta presentació finalitzant amb tot un teatre de peu i aplaudint a aquesta icona de la música uruguaiana.
Va morir amb 82 anys i tres mesos després d'una perllongada malaltia cardíaca.